# Karkemis uralkodóinak listája
Karkemis uralkodói az ókori Szíria meghatározó politikai szereplői voltak a Hettita Birodalom újkorától (I. Szuppiluliumasz idejétől) a nagyszabású asszír hódítások koráig, az I. e. 8. századig. Hatti bukásától önálló.
| Korai szuverének                    |                                 |                                                               |
| Aplahanda                           | i. e. 1800–1765 körül           | Apla-Ḫanda                                                    |
| Jataranni                           | i. e. 1765 után                 | Yatar-Ami                                                     |
| Jahdunlim                           | i. e. 1765–1745 körül           | Aplahanda fia, Jataranni bátyja                               |
| hettita dinasztia                   |                                 |                                                               |
| Pijaszilisz , kb. i. e. 1325-1312); | i. e. 1325–1312                 | Piyašiliš, hurri nevén Šarri-Kušuḫ, I. Szuppiluliumasz fia    |
| (...)-Szarruma                      | i. e. 1312                      | Pijaszilisz fia                                               |
| Szarhurunuvasz                      | i. e. 1312–1237 után            | Pijaszilisz fia                                               |
| I. Ini-Teszub                       | i. e. 1230 körül                | Szarhurunuvasz fia                                            |
| Lupakki(?)                          |                                 | A CTH#196 szerint III. Tudhalijasz alatt uralta Karkemist     |
| Talmi-Teszub                        | i. e. 1200 körül                | talán I. Ini-Teszub fia                                       |
| Luvi dinasztia                      |                                 |                                                               |
| Kuzi-Teszub                         | i. e. 1170 körül                | I. Ini-Teszub fia, felvette a Hatti Nagy Királya címet        |
| II. Ini-Teszub                      | i. e. 1100 körül                |                                                               |
| Tudhalijasz                         | i. e. 1100 körül                | sorrendben bizonytalan, talán II. Ini-Teszub előtt uralkodott |
| Szapaziti                           |                                 |                                                               |
| Ura-Tarhunda                        |                                 |                                                               |
| Szuhisz-ház                         |                                 |                                                               |
| I. Szuhisz                          | i. e. 975 körül                 |                                                               |
| Asztuvatamanzasz Asztuvalamanza     |                                 |                                                               |
| II. Szuhisz                         | i. e. 900 körül                 |                                                               |
| Katuvasz                            | körülbelül i. e. 870-ig         |                                                               |
| Asztiruvasz-ház                     |                                 |                                                               |
| Szangarasz                          | i. e. 870–850 körül             |                                                               |
| Asztiruvasz                         | i. e. 840 körül                 |                                                               |
| Jaririsz                            | i. e. 815 körül                 |                                                               |
| Kamanisz                            | i. e. 790 körül                 |                                                               |
| Szaszturasz                         | i. e. 760 körül                 |                                                               |
| Piszirisz                           | körülbelül i. e. 730-tól 717-ig | az utolsó független karkemisi király, Szaszturasz fia         |
| Asszír fennhatóság                  |                                 |                                                               |
| Bél-emuranni                        | i. e. 612-ig                    |                                                               |
| Babiloni fennhatóság i. e. 612-től  |                                 |                                                               |